# Sférická soustava souřadnic
Sférická soustava souřadnic (kulová soustava souřadnic) je soustava křivočarých souřadnic v prostoru, v níž jedna souřadnice (označovaná {\displaystyle r}) udává vzdálenost bodu od počátku souřadnic, druhá souřadnice (označovaná {\displaystyle \varphi }) udává úhel odklonu průvodiče bodu od osy {\displaystyle x} a třetí souřadnice (označovaná {\displaystyle \theta }) úhel mezi průvodičem a osou {\displaystyle z}.
Sférické souřadnice se s mírnou obměnou užívají např. v zeměpisu jako zeměpisné souřadnice.
Sférická soustava souřadnic je obecně vhodná v problémech, které mají sférickou symetrii. Tyto mají zpravidla ve sférických souřadnicích podstatně jednodušší tvar.

Bod ve sférické soustavě souřadnic.

Transformace sférických souřadnic na kartézské:

{\displaystyle x=r\sin {\theta }\cos {\varphi }}

{\displaystyle y=r\sin {\theta }\sin {\varphi }}

{\displaystyle z=r\cos {\theta }\,}

Převod kartézských souřadnic na sférické:

{\displaystyle r={\sqrt {x^{2}+y^{2}+z^{2}}},}

{\displaystyle \varphi =\operatorname {arctg2} (y,x),}

{\displaystyle \theta =\arccos \left({\frac {z}{r}}\right),}

kde arctg2(x,y) je zobecnění funkce arkus tangens. Úhly volíme v rozsahu {\displaystyle 0\leq \theta \leq \pi } a {\displaystyle 0\leq \varphi <2\pi }.
Jakobián transformace z kartézské do sférické soustavy souřadnic :
{\displaystyle J=r^{2}\sin \theta }

Délka infinitesimální úsečky se spočte jako
{\displaystyle \mathrm {d} s^{2}=\mathrm {d} r^{2}+r^{2}\mathrm {d} \theta ^{2}+r^{2}\sin ^{2}\theta \ \mathrm {d} \varphi ^{2}.}
Objem infinitesimálního elementu prostoru spočteme jako
{\displaystyle \mathrm {d} V=r^{2}\sin \theta \mathrm {d} r\,\mathrm {d} \varphi \,\mathrm {d} \theta ,}
takže celkový objem spočteme integrací tohoto výrazu přes dané těleso vyjádřené ve sférických souřadnicích.